# Viseći šaš (Carex)
Viseći šaš (lat. Carex pseudocyperus), biljna vrsta iz porodice šiljovki rasprostranjena po cijeloj Europi (uključujući Hrvatsku), zapadnom Sibiru, jugoistoku Azije i sjeverozapadu Afrike i dijelovima Australije, Sjeverne Amerike i Novom Zelandu.
Vodena trajnica, česta po močvarama i sličnim vodenim staništima

## Podvrste
1. Carex pseudocyperus var. fascicularis (Sol. ex Hook.f.) Boott
2. Carex pseudocyperus var. haenkeana (C.Presl) Kük.
3. Carex pseudocyperus var. pseudocyperus